# Hans Tietmeyer
Hans Tietmeyer (18. srpna 1931, Metelen, Německá říše – 27. prosince 2016, Frankfurt nad Mohanem, Německo) byl německý ekonom, odborník na mezinárodní finanční záležitosti a osobnost finančního trhu Evropské unie. V letech 1993–1999 byl prezidentem Německé spolkové Banky.

## Dospívání
Hans Tietmeyer se narodil 18. srpna 1931, jako druhý z 11 dětí do římskokatolické rodiny v Metelenu (Vestfálsko). Absolvoval Gymnasium Paulinum, kde zprvu studoval římskokatolickou teologii. Později změnil své zaměření na ekonomii na Univerzitách v Münsteru, Bonnu a v Kolíně nad Rýnem. Po vzoru Alfreda Müllera-Armacka a Ludwiga Erharda se zaměřil na mezinárodní bankovnictví a ekonomii. Kromě toho se stal výborným hráčem stolního tenisu a vyhrál mnoho mezinárodních turnajů.

## Kariéra
V roce 1962 Tietmeyer započal svou kariéru ve Federálním ministerstvu hospodářství, jako blízký pomocník ministra ekonomie Otty Grafa Lambsdorffa, vypracoval devastující kritiku ekonomického směřování Sociálně Democraticko-Liberální vlády kancléře Helmuta Schmidta, která pomohla k rozpadu koalice.
Jako součást nové vlády kancléře Helmuta Kohla, která nastoupila v roce 1982, se Tietmeyer stal státním tajemníkem v Spolkovém ministerstvu financí pod vedením ministra Gerharda Stoltenberga. V této pozici byl zodpovědný za mezinárodní měnovou a finanční politiku, Evropské záležitosti a přípravu Světového Ekonomického Summitu (jako sherpa).
V roce 1988, členové krajně levicové Frakce Rudé armády (RAF) stříleli na Tietmeyerův Mercedes-Benz nedaleko města Bonn, i přes mnoho zásahů Tietmeyer a jeho řidič vyvázli nezranění.
Tietmeyer byl v roce 1990 nominován vládou kancléře Helmuta Kohla na člena představenstva Německé spolkové banky, s odpovědností za mezinárodní měnové otázky, organizaci a dohody. V roce 1993, po dvou letech jako Vicepresident, se z něho stává President Německé spolkové banky. Pozice, kterou si udržel až do srpna 1999. Krátce po jeho nástupu v Spolkové bance, byl jmenován Kohlem jako jeho osobní poradce pro vyjednávání s Východním Německem o ekonomické a peněžní unii rozděleného Německa, která předcházela jejich politickému sjednocení.
V roce 1997 se Tietmeyer postavil proti plánu vlády přehodnotit rezervy zlata, aby se kompenzoval rozpočtový deficit.
Během Tietmeyerova působení ve funkci prezidenta Německé spolkové banky bylo euro zavedeno jako měna pro většinu zemí EU. Osm měsíců před svým odchodem do důchodu dohlížel na přechod banky do Evropského systému centrálních bank v rámci vytváření evropské hospodářské a měnové unie v lednu 1999. V té době Tietmeyer předpovídal, že společná měna povede k bolestivým vnitřním ekonomickým úpravám pro členské státy s obchodními deficity kumulujícími se v dluh. Komentátor David Marsh na konci roku 2012 na tuto prognózu upozornil, když zdůraznil „významné vnitřní znehodnocení jejich měn i přes prudký pokles nákladů na jednotku práce“, které například Irsko, Španělsko, Portugalsko, Itálie a Řecko utrpěly v rámci Dluhové krize eurozóny od roku 2008 a dále. Tento efekt eura je podobný dopadu „klasického zlatého standardu “, napsal Marsh při popisu tohoto fenoménu.
Tietmeyer zveřejnil vice jak 100 článků o ekonomice, obdržel mnoho ocenění a byl také členem Papežské akademie společenských věd.

## Pozdější kariéra
Od ledna do března 2000, s bývalým Presidentem Romanem Herzogem a bývalým federálním soudcem Paulem Kirchhofem, vedl Tietmeyer nezávislou komisi zkoumající dotační skandál Křesťanskodemokratická unie. Od roku 2000 do roku 2009 byl president EBS Univerzity podnikání a práv.
Od roku 2003 do roku 2010 Tietmeyer sloužil jako Místopředseda představenstva Banky pro mezinárodní vypořádání (BIS). Dále, zastával následující pozice:
- Hauck &amp; Aufhäuser, člen dozorčí rady (od roku 2001)
- Depfa Bank, člen dozorčí rady (2002–2008)
- Katolická univerzita Eichstätt-Ingolstadt, člen správní rady
- German Federal Environmental Foundation (DBU), člen správní rady
- German Doctors for Developing Countries, člen správní rady (2008–2016)
- Papežská akademie společenských věd, člen

## Osobní život
Tietmayer si vzal Marii-Luis Flossdorf, s kterou měl dvě děti. Po její smrti v roce 1978 se oženil s Marii-Theres Kalff.